# Larca aalbui
Espèce
Synonymes
- Archeolarca aalbui Muchmore, 1984

Larca aalbui est une espèce de pseudoscorpions de la famille des Larcidae.

## Distribution
Cette espèce est endémique de Californie aux États-Unis. Elle se rencontre dans le comté de San Bernardino dans les grottes Mitchell Caverns.

## Description
Le mâle holotype mesure 2,49 mm, Larca aalbui mesure de 2,34 à 2,75 mm.

## Systématique et taxinomie
Cette espèce a été décrite sous le protonyme Archeolarca aalbui par Muchmore en 1984. Elle est placée dans le genre Larca par Harvey et Wynne en 2014.

## Étymologie
Cette espèce est nommée en l'honneur de Rolf L. Aalbu.

## Publication originale
- Muchmore, 1984 : New cavernicolous pseudoscorpions from California (Pseudoscorpionida, Chthoniidae and Garypidae). Journal of Arachnology, vol. 12, no 2, p. 171-175 (texte intégral).